# Nervijuncta parvicauda
Nervijuncta parvicauda är en tvåvingeart som beskrevs av Edwards 1927. Nervijuncta parvicauda ingår i släktet Nervijuncta och familjen hårvingsmyggor. Inga underarter finns listade i Catalogue of Life.